# صوفان (مادة)
الصُوفان هو مادة إسفنجية مشتقة من فطر الصوفان والفطور المشابهة التي تنمو على لحاء أشجار المخروطيات وكاسيات البذور.